# Войнарович Анна Андріївна
Лимич (Войнарович) Анна Андріївна — (народилася 23 листопада 1954, м. Здолбунів, Ріненського району, Рівненської області) — поетеса, журналістка, членкиня Національної спілки письменників України (1996).

## Життєпис
Навчалася в Здолбунівській середній школі № 5. У 1976 р закінчила навчання в Рівненському професійно-технічному торговельно-кулінарному училищі (тепер Рівненське Вище професійне училище ресторанного сервісу і торгівлі), у 1990році в Рівненському педагогічному інституті (тепер Рівненський державний гуманітарний університет) на філологічному факультеті. А у 2012 р. — факультет довузівської та післядипломної освіти за напрямом «Психологія» Рівненського інституту слов'янознавства Київського славістичного університету. Працювала в Здолбунівському комбінаті громадського харчування кондитером, вчителювала, була редактором радіомовлення і багатотиражки «Машинобудівник» заводу «Рівнесільмаш» в смт Квасилів, редактором селищної газети «Голос Волині» і Рівненського районного тижневика «Слово і час». Саме на сторінках цих видань вперше побачили світ її перші поетичні твори. Свій творчий шлях Анна Войнарович розпочала у 70-х роках ХХ ст. у поетичних творах «Звон Хатыни», «Моя земля», «Будь вечен мир». Лауреатка першого конкурсу «Жінка року Рівненщини — 98» в галузі журналістики. А також лауреат літературної премії імені Валер'яна Поліщука. 2007 р.за поетичні збірки «Світло для тебе» (1995), «Осіння кава» (2000), «Воскресіння» (2004), лауреат конкурсу на кращу книгу Х Всеукраїнського фестивалю української книги «Феодосія-2010». Дипломант літературно-мистецького конкурсу імені Івана Франка (2005), дипломант XIV Міжнародного літературно-краєзнавчого конкурсу імені Мирона Утриска (2005). У 2009 р. нагороджена Золотою медаллю української журналістики (2009).
На теперішній час — прес-секретар родинної громадської організації «Фонд роду Лимич». Голова міської організації ВТ «Лемківщина», член Колегії ВТ «Лемківщина», член ВТ «Бойківщина ХХІ століття» і «Письменники Бойківщини», член Дубенської організації Чехів на Волині «Стромовка».

## Творчість
Окремими виданнями вийшли:
- Едемський сад. Поезія. — Рівне,1992.
- Жили-були ліньки. Вірші для дітей. — Рівне,1993.
- Світло для тебе. Поезія. — Рівне,1995.
- Мишенята. — Рівне,1999.
- Осіння кава. Поезія. — Рівне, 2000.
- Небесная беседа. Стихи о любви. — Рівне, 2004.
- Воскресіння. Поема. Вірші. — Рівне, 2004.
- Абетка. Вірші. — Рівне, 2007.
- Під мухомором. Вірші для дітей. — Рівне, 2008.
- Шляхами янголів. Роман. — Рівне, 2008.
- У подиху Сонця. Вірші. — Рівне, 2009.
- ПроЛюбов. Лірика. — Рівне, 2014.
- Мура-Гламура. Вірші для дітей. — Рівне, 2016.
- Ельвіра в Країні Котів. Казка для дітей. — Рівне, 2016.
- Про любовв. Жінка і Душа. Вибране. — Рівне, 2018.
- Лісові вигадки. — Рівне, 2020.
- Його княг(и)ня. Давнонаписана книга. — Рівне, 2021[5].
- Від чеського Kvasilova до Рівненської громади. — Рівне, 2022.[6]
- Абетка : віршована кн.-розмальовка для дітей.— Рівне, 2024.
- Високе небо України : вірші для дітей. — Рівне, 2024.
- Не котячі витребеньки : вірші для дітей. — Рівне, 2024.

Упорядник видань:
- Квасилів: фрагменти історії. — Рівне, 2011.[7]
- Высвобождение. Психотерапия. — Рівне, 2013.
- Революція Гідності. Війна. Кн.-пам'ять. — Рівне, 2015.
- Ми Рід Елеми. Родова Книга. — Рівне, 2018.[8]

## Відзнаки
- лауреат міської премії імені Уласа Самчука в галузі літератури 2023 року за книгу «Від чеського Kvasilova до Рівненської громади»[9]
- лауреат обласної літературної премії імені Валер'яна Поліщука (2007).